# 滋賀大学経済短期大学部
滋賀大学経済短期大学部（しがだいがくけいざいたんきだいがくぶ、英語: Shiga University Junior College of Economics）は、滋賀県彦根市馬場1-1-1に本部を置いていた日本の国立大学である。1953年に設置され、1996年に廃止された。大学の略称は滋大経短。

## 概要

### 大学全体
- 滋賀県彦根市に所在した日本の国立短期大学で、併設元は滋賀大学経済学部。
- 1953年に入学定員40名体制で開学。1967年度入学生より入学定員120名となる[1]。1975年度入学生より2専攻に分離されて以後は変更なし。
- 1993年度の入学生を最後に[注釈 1]、短期大学としての使命を終える[4]。

### 教育および研究
- 滋賀大学経済短期大学部は経営学をベースとした専門教育が行われていた。
- アメリカへの英語研修旅行が実施されていた[5]。

### 学風および特色
- 滋賀大学経済短期大学部は、勤労の傍らで学業に勤しむ人々に大学教育を開放すべく夜間部が設置されていたが、近年勤労学生はさほど多くなかったらしい。
- 経済学部と兼任している教員が多かった。

## 沿革
- 1953年
  - 8月1日 滋賀大学経済短期大学部が以下の学科体制にて開学[6]。
    - 経営学科第二部 入学定員80名
- 1954年
  - 5月1日 学生数[7]/定員
    - 経営学科第二部 196[注 2]
- 1967年
  - 4月1日 経営学科第二部の入学定員80名→120名に増員[8]。
  - 5月1日 学生数[9]/定員
    - 経営学科第二部 322[注 3]/280
- 1975年 経営学科を以下の通り専攻分離する[10]。
  - 経営管理専攻 入学定員80名
  - 経営情報処理専攻 入学定員40名
- 1993年
  - 4月1日 この年度で最後の学生募集となる[注釈 1]。
  - 5月1日 学生数[11]/定員
    - 経営学科第二部 401[注 4]/360
- 1994年
  - 5月1日 学生数[12] /定員
    - 経営学科第二部 235[注 5]/240
- 1995年
  - 5月1日 学生数[13]/定員
    - 経営学科第二部 102[注 6]/120
- 1996年
  - 5月1日 学生数[14]/定員
    - 経営学科第二部 4[注 7]/0
- 1998年
  - 3月31日 左記を以て正式に廃止となる[4]。

## 基礎データ

### 所在地
- 滋賀県彦根市馬場1-1-1

## 教育および研究

### 組織

#### 学科[注 8]
- 経営学科第二部
  - 経営管理専攻 入学定員80名
  - 経営情報処理専攻 入学定員40名

#### 専攻科
- なし

#### 別科
- なし

#### 取得資格について
- 教職課程として中学校教諭二級免許状（職業）が設けられていた[16]。

## 大学関係者と組織

### 大学関係者一覧

#### 大学関係者
歴代学長
- 大畑文七
- 小牧実繁
- 三輪健司
- 森川光郎
- 砂崎宏
- 桑原正信
- 川崎源
- 森主一
- 尾上久雄
- 加藤幹太

教員
- 小田切純子

## 施設

### キャンパス
- 設備：滋賀大学経済学部と同じキャンパスを使用していた。

## 対外関係

### 系列校
- 滋賀大学

## 卒業後の進路について

### 編入学・進学実績
- 滋賀大学への編入学制度があった[5]。